# Grupo 3 de Comunicaciones
El Grupo 3 de Comunicaciones (G3COM) es una unidad táctica de la especialidad de comunicaciones de la Fuerza Aérea Argentina con asiento de paz en la I Brigada Aérea de El Palomar y en la órbita de la Dirección General de Comunicaciones, Informática y Ciberdefensa.

## Reseña
Creado el 3 de abril de 2007 como unidad táctica con asiento en la I Brigada Aérea con asiento en El Palomar (provincia de Buenos Aires) para prestar apoyo de comunicaciones de comando a los elementos con asiento en la Ciudad de Buenos Aires y Gran Buenos Aires, y sostener la red de comunicaciones de la Fuerza Aérea Argentina.
Así, este grupo de comunicaciones ha prestado funciones militares en las operaciones militares en tiempos de paz junto con las Fuerzas Armadas de la Nación.